# ليلة واحدة في لاغوس
ليلة واحدة في لاغوس (بالإنجليزية: One Lagos Night)‏ هو فيلم كوميدي جريمة نيجيري عرض في عام 2021 وتدور أحداثه في لاغوس. تم إخراجه وإنتاجه من قبل إيكيني سوم ميكوني.

## فريق العمل
- إينيولا بادموس
- علي نوهو
- فرانك دونغا
- إيكبونموسا جولد
- أوغبولور
- كريس أوكاغبوي
- جينوفيفا أوميه
- أني إيوهوهو
- ديران أديرينتو
- غبوبيمي إجييه
- ليندا آدا دوزي
- أكوريدي أجاي
- سيرج نوجايم
- جوديث إيجيوما آغازي
- يتوندي تايوو
- أليكس أيالوغو
- تشيما تمبل أديجيجي

## الإصدار والاستقبال
تم عرض الفيلم لأول مرة في أسبوع نوليوود في باريس في 10 مايو 2021. وكان واحدًا من التسعة أفلام رسميًا المختارة للعرض في مهرجان السينما الدولي، حيث تم تخصيص فتحة الفيلم الختامية في المهرجان. بعد ذلك، اكتسبت نتفليكس حقوق البث الحصرية للفيلم وتم عرضه لأول مرة على المنصة في 29 مايو 2021. وقد حصل الفيلم على مراجعات رائعة من النقاد مثل فيلم راتس.

## وصلات خارجية
- ليلة واحدة في لاغوس  في قاعدة بيانات الأفلام على الإنترنت (بالإنجليزية)